# Бенратер Ратхаусштрассе, 1
Бенратер Ратхаусштрассе, 1 (нем. Benrather Rathausstraße 1) — коммерческое здание на улице Бенратер Ратхаусштрассе в Бенрате (Дюссельдорф, Германия).

## История
Трехэтажное угловое здание на Ратхаусштрассе (так улица называлась до 1929 года), как и большинство зданий вокруг, было построено в 1905 году по проекту архитектора Вальтера Фуртманна. Он также построил соседнюю ратушу. Здание сохранилось в первоначальном виде. В 1966 году интерьеры первого этажа были капитально отреставрированы.

## Архитектура

### Общая характеристика
Здание облицовано природным камнем. Штукатурка появляется только на верхних этажах и на закруглённом углу. Первый этаж определяется арочной конструкцией. Арки соединяются карнизными деталями. Дом освещают четыре окна на каждом этаже, которые объединены попарно. Здание огибают ленточные и подоконные карнизы. Строение имеет остроконечную черепичную крышу и башню с навесом. Узкие слуховые окна освещают чердак.

### Правая сторона
Выходит на улицу Бенратер Ратхаусштрассе, в сторону здания бывшей бенратской ратуши. Здесь находится основной вход в здание, ведущий в гостиницу. Его украшают узкие колонны. Эту сторону характеризуют два двухэтажных эркера с высокими фронтонами в области крыши. Фронтоны имеют характер мансард; они украшены завитками по бокам. Между эркерами оформлены лоджии с ажурными парапетами. Две изогнутых арки закрывают верхнюю лоджию. Окна эркеров трехчастные; на 2-м этаже средняя часть окна выше боковых. Справа от правого эркера два узких, высоких прямоугольных окна разделяют этажи.

### Центральная часть
Наиболее представительная часть здания.  Выполнена дугой на углу между улицами Бенратер Ратхаусштрассе и Бенродештрассе. Входной портал первого этажа приводит в помещение ресторана. Над ним крупными буквами выложена из камня надпись "В новую ратушу" (нем. Zum neuen Rathaus). Первые два этажа облицованы рустикальным камнем. На втором этаже левый эркер, выходящий на Ратхаусштрассе, соединен с эркером, выходящим на Бенродештрассе, лоджией с пятью арками, так что здесь архитектор оформил галерею. Здесь также выполнены их камня ажурные ограждающие перила.

### Левая сторона
С этой стороны интерес представляет только эркер, выходящий на Бенродештрассе, который оформлен так же, как и два эркера правой стороны здания.

## Памятник архитектуры
Здание было поставлено под охрану как памятник архитектуры как внутри, так и снаружи благодаря необычно полностью сохранившемуся первоначальному состоянию и очень хорошему дизайну. Кроме того, дом является ярким примером стиля неоренессанс, который здесь почти полностью сохранился с начала XX века и является важным документом городского развития Бенрата. Здание зарегистрировано под номерами 05111000 A 1112. Поставлено на учёт 11 апреля 1988 г..